# Sergej Rublëvskij
Sergej Vladimirovič Rublëvskij (in russo Серге́й Влади́мирович Рубле́вский?; Kurgan, 15 ottobre 1974) è uno scacchista russo.

## Biografia
Diventò Grande Maestro a 20 anni, dopo aver vinto il prestigioso Aeroflot Open di Mosca del 1994. Ha partecipato con la Russia a sei olimpiadi degli scacchi dal 1994 al 2006, realizzando (+20 = 20 – 8). Ha vinto cinque medaglie di squadra (quattro ori e un bronzo).
Alcuni altri risultati:
- 1993 : 1º nel torneo di Parigi; 1º a Čeljabinsk; 1º a Kurgan;
- 1997 : 1º al Rubinstein Memorial di Polanica-Zdrój; vince il campionato del mondo a squadre di Lucerna;
- 2005 : vince il campionato russo, succedendo a Garri Kasparov;
- 2007 : nel torneo dei candidati di Ėlista supera al 1º turno Ponomarëv, ma perde nel 2º contro Griščuk;

## Partite notevoli
- Rublëvskij - Oniščuk, olimpiadi di Mosca 1994 – Quattro cavalli
- Ivančuk - Rublëvskij, camp. europeo a squadre 2000 – Siciliana Scheveningen
- Rublëvskij - Svidler, Ordix Open 2000 – Scozzese
- Rublëvskij - Kasparov, camp. europeo a squadre 2004 – Siciliana Rossolimo
- Rublëvskij - Harikrishna, Aerosvit open 2006 – Siciliana B51